# Región de Omaheke

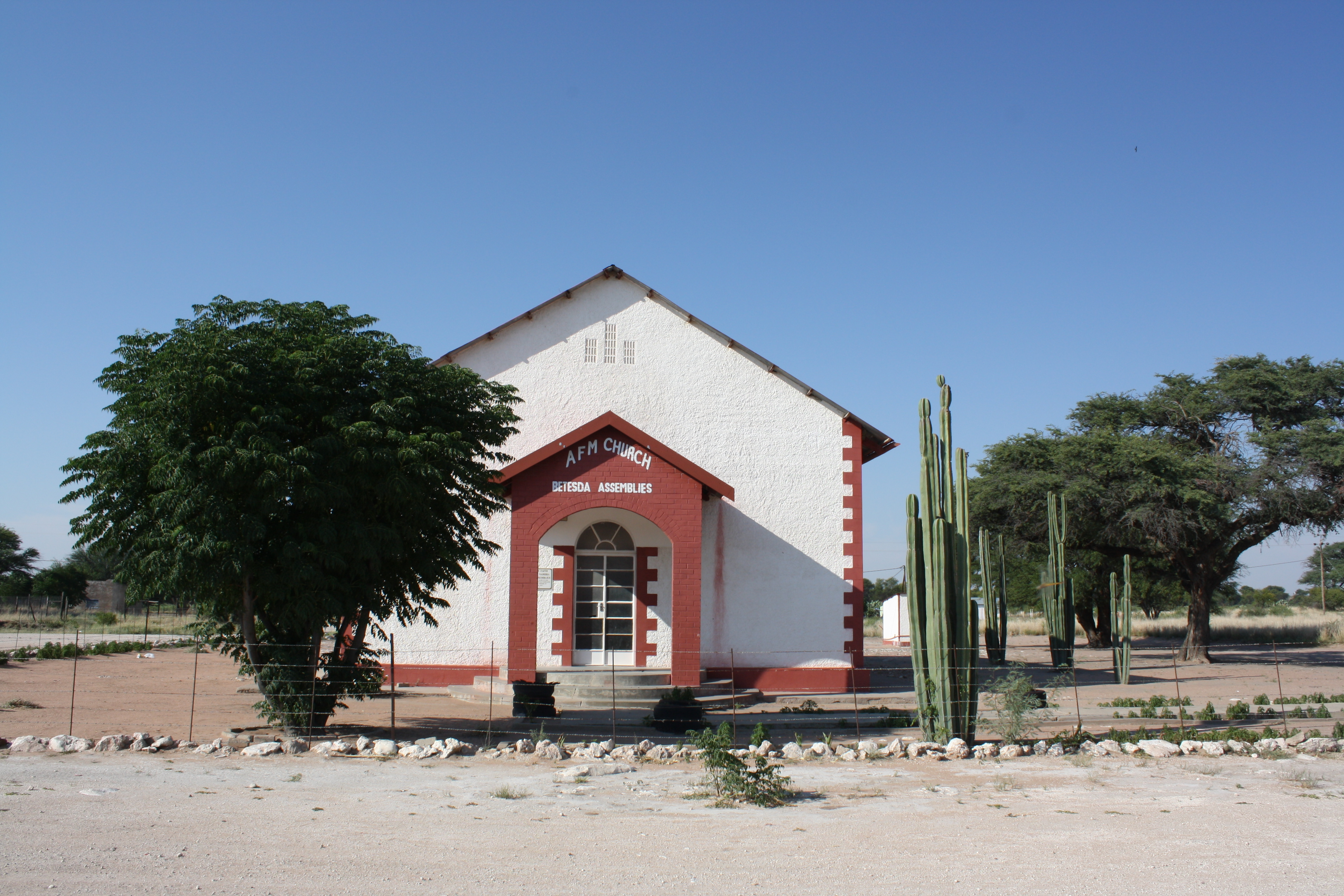
Iglesia en Witvlei

Omaheke es una de las catorce regiones de Namibia, situada en el límite oriental del país. El nombre es la palabra herero que significa "llanura de arena". Gran parte de esta región es conocida como el Sandveld.

## Administración
Gobabis es el centro administrativo de esta área y también su centro comercial principal. Se encuentra asimismo unida con la capital de Namibia, Windhoek, por tren y rutas pavimentadas. Esta infraestructura es la principal línea de abastecimiento de la región.
Todos los centros poblados en la región están conectados con Gobabis por carretera. Muchos otros servicios de la región de prestan desde Gobabis, así por ejemplo el Cuartel General de la Policía Divisional está situado allí. Igualmente, los dispensarios médicos de la región son atendidos por profesionales médicos con base en Gobabis. En dicha población existen dos hospitales públicos y una clínica privada, que sirvien al conjunto de la región.

## Economía
Los patrones agrícolas de esta región son en gran parte homogéneos. La mayor parte de los granjeros, 900 comerciales y 3500 comunales, en esta zona son criadores de ganado. Una oficina regional del Ministerio de Agricultura, que presta servicio para toda la región, tiene su sede en Gobabis.
La caza, incluyendo trofeos mayores, es una de las más importantes fuentes de ingresos para la región. La temporada principal es en los meses de invierno, de junio a agosto. Durante esos meses, los turistas del hemisferio norte acuden a la zona, disfrutando del templado y seco clima invernal y recogiendo trofeos. 
La parte noreste de la región es todavía bastante selvática y escenas bellamente salvajes del Kalahari pueden ser vistas por gente dispuesta de viajar por caminos tediosos y pasar noches al aire libre.
El festival de la carne se celebra anualmente y atrae visitantes, generando turismo y oportunidades de negocio.

## Población
La región de Omaheke es étnica y linguísticamente heterogénea. Antropológicamente, casi todos los miembros de los grupos étnicos mbanderu y gobabis-ju/wa residen en la región. Además, es una zona de riqueza cultural por la presencia de hereros, damara-nama, tswana, afrikáneres y alemanes, así como pequeños grupos de origen septentrional. Los hereros son el grupo más numeroso de la región, seguidos de los damara-nama. Los afrikáneres son el cuarto grupo con mayor presencia.

## Geografía
En el este, Omaheke limita con tres distritos del vecino país Botsuana:
- Noroeste - norte
- Ghanzi - central
- Kgalagadi - sur

Internamente, limita con las siguientes regiones namibianas:
- Hardap - sur
- Khomas - oeste
- Otjozondjupa - norte

## Distritos electorales
La región se divide en siete distritos electorales: 
- Aminuis
- Epukiro
- Gobabis
- Kalahari
- Otjinene
- Otjombinde
- Okarukambe